# 沼田翔平
沼田 翔平（ぬまた しょうへい、2000年6月24日 - ）は、北海道旭川市出身のプロ野球選手（投手）。右投右打。東京ヤクルトスワローズ所属。

## 経歴

### プロ入り前
旭川市立神居小学校では4年生時に野球を始めるも、シラカバアレルギーを発症し、バレーボールに転向。6年生時に永山ウィングのスパイカーとして全道優勝を経験。旭川市立神居中学校で再び野球に転向し、軟式野球部に所属した。
旭川大高校では1年春からベンチ入りし、主力投手として活躍。3年夏はエースとして北北海道大会を勝ち抜き9年ぶりの優勝に貢献した。第100回全国高等学校野球選手権記念大会では初戦の佐久長聖高校戦に先発し、8回4失点（自責0）と粘投したが、チームはタイブレークの末敗れた。野球部の1学年後輩に持丸泰輝がいる。
2018年10月25日に行われたドラフト会議で、読売ジャイアンツに育成ドラフト3位指名を受け、支度金200万円、年俸240万円（いずれも推定）という条件で入団した。背番号は016。担当スカウトは柏田貴史。

### 巨人時代
2020年はオープン戦で6試合に登板し、防御率1.42と好投。このときは時期尚早であると支配下登録を見送られたが、新型コロナウイルス流行の影響で開幕が延期になった際の個人調整期間の姿勢が首脳陣に高く評価され、5月31日、支配下登録されることが発表された。推定年俸は420万円、新背番号は92となった。8月4日に初めて一軍登録されると、8月6日の阪神タイガース戦（阪神甲子園球場）で一軍初登板を果たし、一軍では5試合に登板した。二軍ではすべて中継ぎで33試合に登板し、5勝1敗6セーブ、防御率2.86を記録。同僚の太田龍、山川和大らとともに最多勝利投手賞を獲得し、シーズン終盤はクローザーを任された。オフに、80万円増の推定年俸500万円で契約を更改した。
2021年は、一軍で2試合に登板したもの、11月15日、育成契約への移行を前提として自由契約とすることを通告された。12月10日、20万円増となる推定年俸520万円で育成選手として再契約した。背番号は092に変更された。
2022年は、二軍の開幕から11試合連続自責点0を記録するなど、26試合登板で、2勝4敗、防御率3.81を記録。10月28日、球団から戦力外通告を受けた。

### ヤクルト時代
2022年11月10日、東京ヤクルトスワローズが獲得の基本合意に至ったと発表した。翌11日から坊っちゃんスタジアム（愛媛県松山市）で秋季キャンプに参加する。11月24日、正式に育成選手契約を結び、背番号は015、推定年俸は400万円となった。
2023年は、イースタン・リーグでは19試合に登板し、1勝8敗、防御率5.13という成績だったが、並行して尾花高夫二軍投手コーチの指導のもと肉体強化に取り組み、シーズン終了後はみやざきフェニックス・リーグに参加。支配下登録から切り替えられたため一旦自由契約となったが、11月18日、30万円増となる推定年俸430万円で再契約した。11月25日からは台湾で行われたアジアウインターベースボールリーグに参加し、先発3試合で2勝0敗、防御率0.47と好成績を残した。
2024年は、イースタン・リーグで前年を上回る28試合に登板したが、4勝5敗、防御率4.26だった。10月26日に球団から「来季の契約を結ばない」ことが発表されたがが、11月16日に育成再契約が行われた。
2025年は主に救援で登板し、7月9日までにイースタン・リーグ20試合で1勝0敗2セーブ、防御率1.42を記録。同日付けで自身4シーズンぶりに支配下登録され、背番号は71に変更された。同月13日に出場選手登録され、31日の横浜DeNAベイスターズ戦（横浜スタジアム）、10点ビハインドの8回に4番手としての登板し、巨人時代以来4年ぶりとなる一軍公式戦マウンドに立った。しかし、佐野恵太と蝦名達夫の2人に本塁打を打たれ、1回で4失点を喫する内容で、翌8月1日、この1試合の登板のみで登録を抹消された。

## 選手としての特徴
オーバースローから繰り出される最速149km/hのストレートと安定したコントロールが武器。当時の巨人監督、原辰徳からは、直球でも変化球でも投球スタイルが変わらない点やコントロール、勝負度胸が評価されている。
ドラフト指名された当時は、身長175cm、体重64kg、体脂肪率5%と小柄で細身であったが、プロ入り後に体重増加・筋肉量増加に努め、2020年12月には体重78kgまで増量した。

## 詳細情報

### 年度別投手成績
| 年 度     | 球 団     | 登 板 | 先 発 | 完 投 | 完 封 | 無 四 球 | 勝 利 | 敗 戦 | セ 丨 ブ | ホ 丨 ル ド | 勝 率 | 打 者 | 投 球 回 | 被 安 打 | 被 本 塁 打 | 与 四 球 | 敬 遠 | 与 死 球 | 奪 三 振 | 暴 投 | ボ 丨 ク | 失 点 | 自 責 点 | 防 御 率 | W H I P |
| --------- | --------- | ----- | ----- | ----- | ----- | -------- | ----- | ----- | -------- | ----------- | ----- | ----- | -------- | -------- | ----------- | -------- | ----- | -------- | -------- | ----- | -------- | ----- | -------- | -------- | ------- |
| 2020      | 巨人      | 5     | 0     | 0     | 0     | 0        | 0     | 0     | 0        | 0           | .000  | 23    | 4.1      | 6        | 1           | 4        | 0     | 0        | 3        | 1     | 0        | 5     | 5        | 10.38    | 2.31    |
| 2021      | 巨人      | 2     | 0     | 0     | 0     | 0        | 0     | 0     | 0        | 0           | .000  | 11    | 2.1      | 3        | 1           | 1        | 1     | 0        | 3        | 0     | 0        | 2     | 2        | 7.71     | 1.71    |
| 通算：2年 | 通算：2年 | 7     | 0     | 0     | 0     | 0        | 0     | 0     | 0        | 0           | .000  | 34    | 6.2      | 9        | 2           | 5        | 1     | 0        | 6        | 1     | 0        | 7     | 7        | 9.45     | 2.10    |

- 2023年度シーズン終了時

### 年度別守備成績
| 年 度 | 球 団 | 投手  | 投手  | 投手  | 投手  | 投手  | 投手     |
| 年 度 | 球 団 | 試 合 | 刺 殺 | 補 殺 | 失 策 | 併 殺 | 守 備 率 |
| ----- | ----- | ----- | ----- | ----- | ----- | ----- | -------- |
| 2020  | 巨人  | 5     | 0     | 3     | 0     | 0     | 1.000    |
| 2021  | 巨人  | 2     | 0     | 1     | 0     | 0     | 1.000    |
| 通算  | 通算  | 7     | 0     | 4     | 0     | 0     | 1.000    |

- 2023年度シーズン終了時

### 記録
初記録
- 初登板：2020年8月6日、対阪神タイガース7回戦（阪神甲子園球場）、4回裏二死に2番手で救援登板、1/3回無失点
- 初奪三振：2020年8月29日、対中日ドラゴンズ14回戦（東京ドーム）、9回表に木下拓哉から見逃し三振

### 背番号
- 016（2019年 - 2020年5月31日）
- 92（2020年6月1日 - 2021年）
- 092（2022年）
- 015（2023年 - 2025年7月8日）
- 71（2025年7月9日 - ）

### 登場曲
- 「Fight Song」Rachel Platten（2020年 - ）